# رنیک، میسوری
رنیک (به انگلیسی: Renick) یک منطقهٔ مسکونی در ایالات متحده آمریکا است که در شهرستان رندولف، میزوری واقع شده‌است.
 رنیک ۰٫۹۷ کیلومتر مربع مساحت و ۱۷۲ نفر جمعیت دارد و ۲۶۵ متر بالاتر از سطح دریا واقع شده‌است.